# L-Aminoácido α-ligasa
La L-aminoácido α-ligasa (EC 6.3.2.28) es una enzima que cataliza la siguiente reacción química:
Por lo tanto, los tres sustratos de la enzima son el ATP y dos moléculas de aminoácido, mientras que sus tres productos son ADP, fosfato y un L-aminoacil-L-aminoácido.
Esta enzima pertenece a la familia de las ligasas, concretamente a aquellas ligasas que forman enlaces de tipo carbono-nitrógeno entre aminoácidos (péptido sintasas). El nombre sistemático de esta clase de enzimas es L-aminoácido:L-aminoácido ligasa (formadora de ADP). Otros nombres de uso común son, L-aminoácido alfa ligasa, bacilicin sintetasa, YwfE y L-aminoácido ligasa.